# Ikarus C63
Ikarus C63 — городской высокопольный автобус большого класса производства венгерской фирмы Ikarus, выпускавшийся с 1998 по 2001 год.

## Описание
Впервые Ikarus C63 был представлен в 1998 году. Представляет собой аналог Ikarus 263 с передней и задней частями семейства Classic.
Всего было выпущено 3 экземпляра. Первые 2 экземпляра всё ещё были оклеены обоями по аналогии с Ikarus 263.

## Модификации
- Ikarus C63.11 (1998). Имеет прислонно-сдвижные среднюю и заднюю двери, а также круглые задние абажуры. Его номерной знак — GTU-458. До 2007 года автобус работал в Секешфехерваре, а до октября 2012 года — в Дунауйвароше. С тех пор он был переоборудован в служебный автобус для кинематографистов с номерным знаком PBA-928. В июне 2020 года автобус был отстранён от эксплуатации[1].
- Ikarus C63.13 (1998). Единственный автобус с двигателем DAF и выдвинутой вперёд средней дверью. Он ездил с номерным знаком GTU-551 в Секешфехерваре, а затем — в Дунауйвароше с номерным знаком JMF-659. В январе 2022 года автобус был списан[2].
- Ikarus C63.16A1 (2001). Автобус с номерным знаком HSX-486. Он обслуживал междугородные маршруты от Кечкемета до Байи. В декабре 2022 года автобус был списан[3].